# Teufenbach-Katsch
Teufenbach-Katsch ist eine Gemeinde im Gerichtsbezirk und Bezirk Murau in der Steiermark. Sie entstand per Jahresbeginn 2015 im Rahmen der Gemeindestrukturreform aus den mit Ende 2014 aufgelösten Gemeinden Teufenbach und Frojach-Katsch.

## Geografie

### Geografische Lage
Die Ortschaften Frojach, Katsch und Teufenbach liegen zentral im Bezirk Murau, etwa zehn Kilometer von der Bezirkshauptstadt entfernt.
Die Gemeinde liegt in einer Großgruppe der Zentralalpen in den Ostalpen und wird von der Mur durchflossen.
Das Gemeindegebiet umfasst Ausläufer des steirischen Katschtals sowie einen Teil des oberen Murtals. Katsch liegt nordwestlich am Katschtal-Eingang an der Grenze Schladminger Tauern zu Wölzer Tauern respektive in den Murbergen (Teile der Niederen Tauern), Frojach (mit Saurau) rechts im Murtal in den Gurktaler Alpen, Teufenbach östlich im Murtal am Taleingang zum Neumarkter Sattel, schon in den Seetaler Alpen, die zu den Lavanttaler Alpen zählen.
Der Pleschaitz ist mit 1797 Metern der höchste Berg der Gemeinde und liegt zwischen Katsch- und Wölztal (Gemeindegrenze zu Oberwölz). Der Puxberg (1486 m ü. A.) ist sein vorgelagerter Talsporn zwischen Mur- und Wölztal. Im Süden wird die Gemeinde vom Reuterbichl (1343 m ü. A., südlich von Saurau) und vom Blasenkogel (1602 m ü. A., in Frojach) von Sankt Blasen getrennt.
Wichtigster Fluss im Gemeindegebiet ist die Mur, die das Gemeindegebiet im Westen betritt und im Osten verlässt. Ein weiteres Gewässer und Zubringer der Mur ist der Katschbach.

### Gemeindegliederung
Das Gemeindegebiet umfasst drei Ortschaften bzw. Katastralgemeinden (Einwohnerzahl Stand 1. Jänner 2024; Fläche Stand 31. Dezember 2023):
- Frojach (534 Ew., 2.449,21 ha)
- Katsch an der Mur (528 Ew.), KG Katsch (1.440,6 ha)
- Teufenbach (751 Ew., 343,11 ha)

### Nachbargemeinden
Alle sieben Nachbargemeinden liegen im Bezirk Murau.
| St. Peter am Kammersberg | Oberwölz                                    | Niederwölz                 |
| Murau                    | Kompassrose, die auf Nachbargemeinden zeigt | Scheifling                 |
|                          | Sankt Lambrecht                             | Neumarkt in der Steiermark |

## Geschichte

### Ursprung von Katsch, Frojach und Teufenbach
Katsch wird erstmals 982 als Chaczi oder Chats urkundlich erwähnt. Da der Ort ab Mitte des 11. Jahrhunderts zu einer wichtigen Handelsmetropole wurde, wird er später mehrfach als Chatissa erwähnt.
Frojach wurde Mitte des 12. Jahrhunderts erstmals urkundlich als Froiach erwähnt. Die handschriftliche Urkunde wurde im Stift Sankt Lambrecht verfasst und in der Universitätsbibliothek Graz verwahrt.
Teufenbach wurde vor etwa 1000 Jahren erstmals urkundlich erwähnt. Die Herren von Teuffenbach gehörten seit dem 13. Jahrhundert dem steirischen Ritterstand an. Der in Teufenbach verbliebene Zweig der Familie starb im 17. Jahrhundert aus. Die Burg Teuffenbach wurde 1689 vom Fürsten Schwarzenberg angekauft. Im ab 1549 von Balthasar von Teufenbach im Ort erbauten Schloss Neu-Teuffenbach befindet sich heute ein Seniorenwohnheim.

### Änderungen seit 1945
Per 31. Dezember 1948 wurde Katsch umbenannt in „Katsch an der Mur“.
Am 1. Jänner 1968 wurde Katsch an der Mur in Frojach eingemeindet und ein Jahr später in „Frojach-Katsch“ umbenannt.
Am 1. Jänner 2015 wurden die Gemeinden Frojach-Katsch und Teufenbach zu Teufenbach-Katsch vereinigt.

### Bevölkerungsentwicklung
Bis ins 14. Jahrhundert wuchs die Bevölkerungszahl der Gemeinde, da es eine gute Infrastruktur und eine ertragreiche Landwirtschaft gab. Um 1450 setzte dann jedoch ein Siedlungsrückgang und ein Bauernsterben ein, das durch eine lange andauernde Agrarkrise, durch eine ungünstige Klimaveränderung und durch Seuchen wie die Pest ausgelöst wurde. Dieser Rückgang ist bis ins 15. Jahrhundert bemerkbar. In der zweiten Hälfte des 19. Jahrhunderts gab es wieder einen Rückgang der Bevölkerungszahl, da die Bauern ihren Landbesitz stets vergrößerten und somit andere Bauern aus dem Gebiet verdrängten. Seit etwa 1900 ist die Bevölkerungszahl stabil.

## Kultur und Sehenswürdigkeiten
Frojach

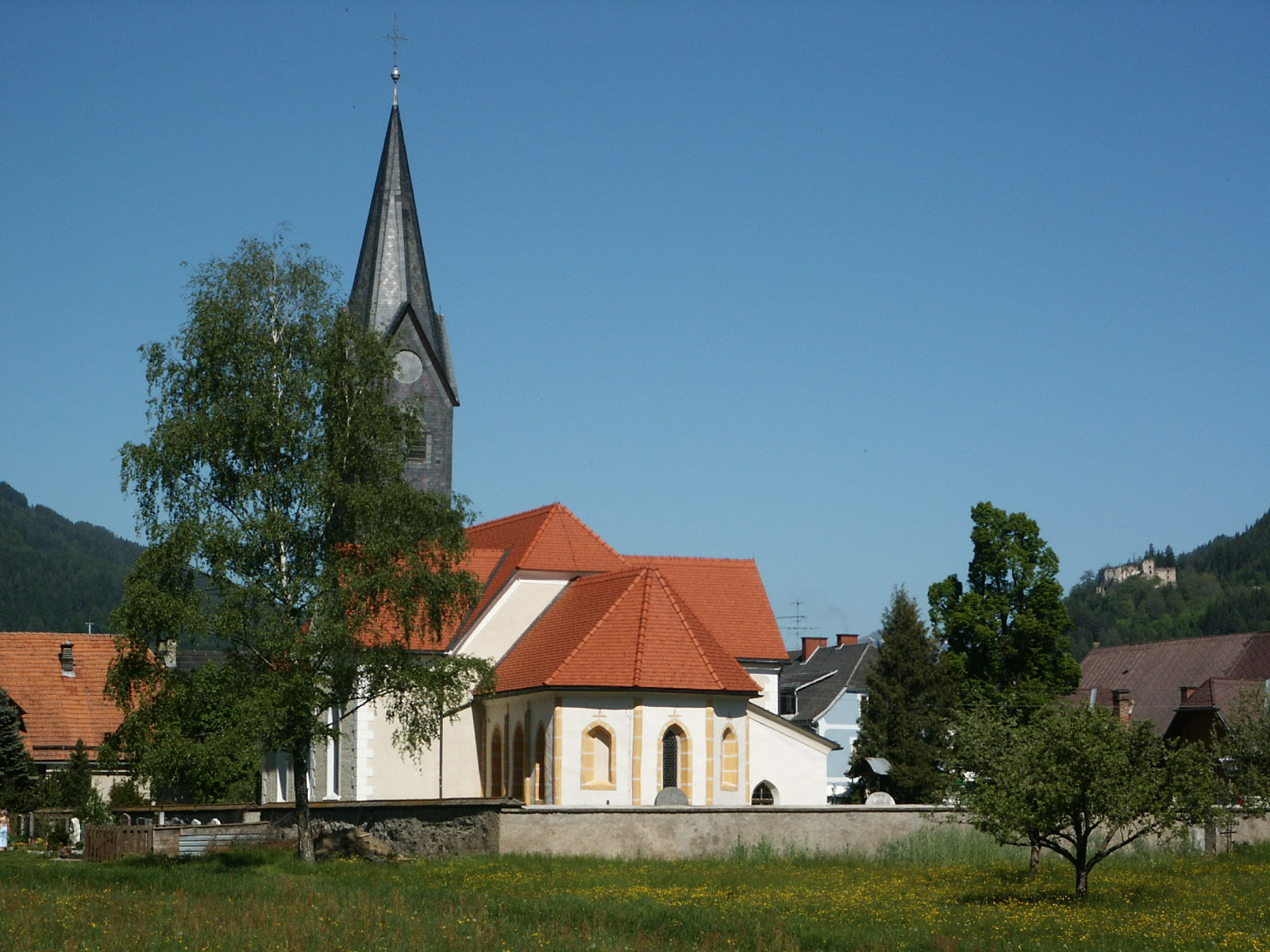
Pfarrkirche Frojach

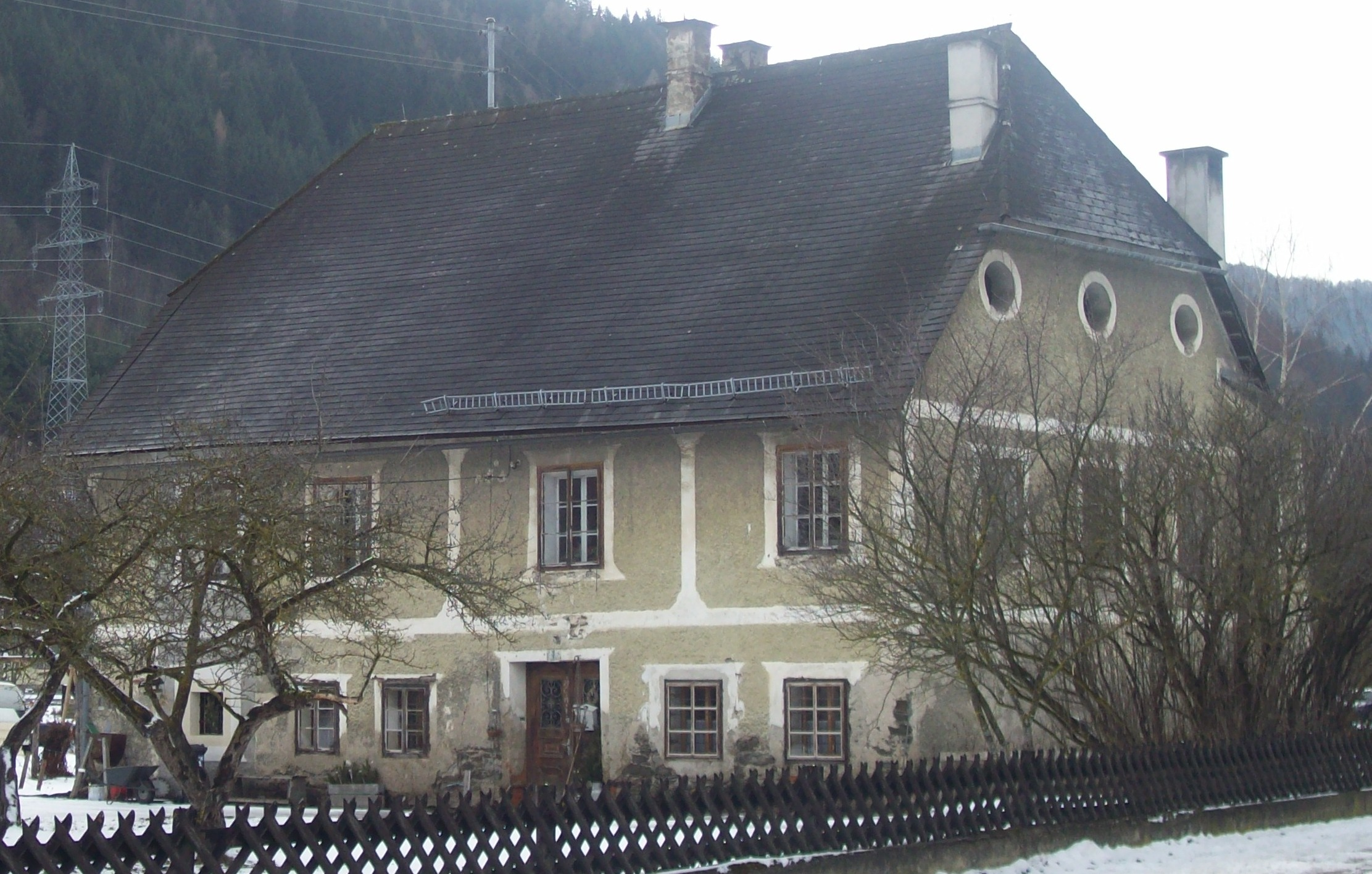
Alter Pfarrhof Frojach

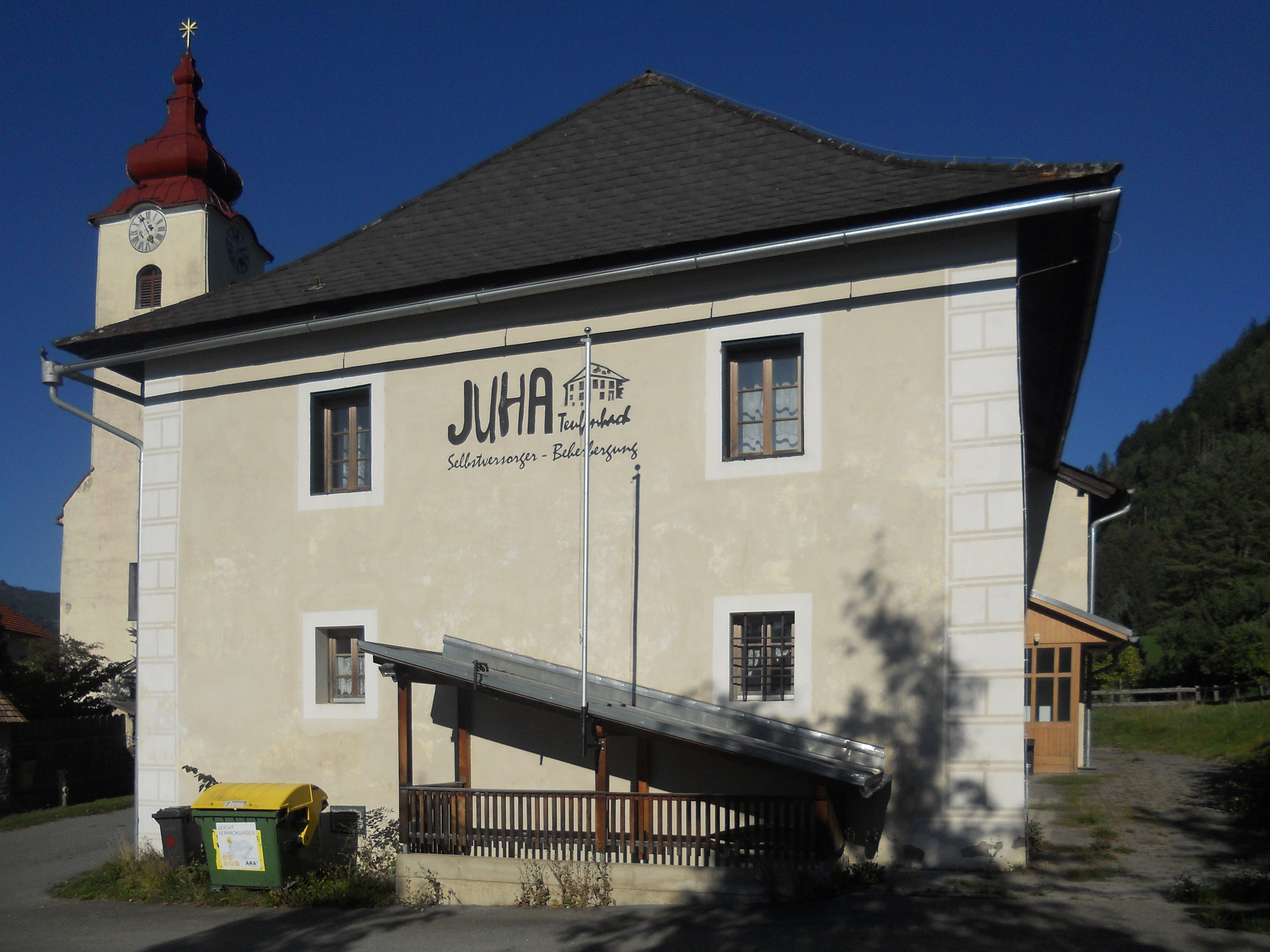
Pfarrhofgästehaus JUHA in Teufenbach

- Schloss Pux, mit Schlosskapelle und Burgruine (Alt-Pux)
- Höhlenburg Puxer Luegg (Puxerloch) und Schallaun
- Katholische Pfarrkirche Frojach hl. Andreas
- ehemaliger Pfarrhof Frojach
- Katholische Filialkirche Maria Dorn in Saurau
- Kirchhof in Saurau
- Bildstock in Saurau
- Bahnhof Frojach-Katschtal
- Römische Murtalstraße

Katsch
- Burgruine Katsch
- Katholische Filialkirche St. Lorenzen ob Katsch
- Kropfmoarhaus (Gasthof Kropfmar)
- Kriegerdenkmal in Katsch
- Römische Straßenstation und Siedlung mit Gräberfeld in Katsch-Unterdorf

Teufenbach
- Burg Altteufenbach
- Schloss Neu-Teuffenbach (heute Altersheim)
- Ansitz Faßhof/Vaßhof
- Katholische Pfarrkirche Teufenbach hl. Margareta: mit ehemaligem Friedhof, Bildstock beim Friedhof
- Pfarrhof Teufenbach und Pfarrhofstöckl (heute Vereinslokal des Trachtenvereins Teuffenbach)
- Bahnhof Teufenbach
- Eisenbahnbrücke der Murtalbahn
- Nischenbildstock

## Politik
Der Gemeinderat hat 15 Mitglieder.
- Mit den Gemeinderatswahlen in der Steiermark 2015 hatte der Gemeinderat folgende Verteilung: 5 SPÖ, 5 Liste Mur – Hans Gruber & Team, 4 ÖVP und 1 FPÖ.[10]
- Mit den Gemeinderatswahlen in der Steiermark 2020 hatte der Gemeinderat folgende Verteilung: 7 SPÖ, 4 Liste Mur – Hans Gruber & Team, 3 ÖVP und 1 FPÖ.[11]
- Mit den Gemeinderatswahlen in der Steiermark 2025 hat der Gemeinderat folgende Verteilung: 6 ÖVP, 5 SPÖ und 4 FPÖ.[12]

### Bürgermeister
- 2015 Wilhelm Schnedl (Regierungskommissär)
- 2015–2019 Thomas Schuchnigg (ÖVP)[13]
- 2019–2025 Lydia Künstner-Stöckl (SPÖ)[14]
- seit 25. April 2025 Gottfried Sperl (FPÖ)[15]

### Wappen

Wappen der Vorgängergemeinden
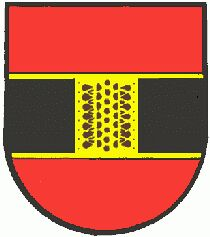
Frojach-Katsch
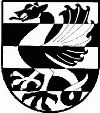
Teufenbach

| Wappen von Teufenbach-Katsch | Blasonierung: „Unter rotem, goldgesäumtem und in der Mitte mit einem goldenen Norischen Gürtelbeschlag belegtem Schildhaupt in Silber mit zwei schwarzen Balken ein Drache in verwechselten Farben.“ |
| Wappen von Teufenbach-Katsch | Wappenbegründung: Beide Vorgängergemeinden hatten je ein Gemeindewappen. Wegen der Gemeindezusammenlegung verloren beide mit 1. Jänner 2015 ihre offizielle Gültigkeit. Die Neuverleihung des Gemeindewappens für die Fusionsgemeinde erfolgte mit Wirkung vom 10. Oktober 2017. Das Wappenbild setzt sich entsprechend aus Teilen der beiden Altgemeindewappen zusammen. Einerseits wird im Schild oben ein bronzener norischer Gürtelbeschlag aus provinzialrömischer Zeit, der im Gemeindegebiet gefunden wurde, dargestellt. Gold und Schwarz sind die Farben des Römisch-Deutschen Reiches, mit Rot erinnert das Wappen an die Farbfreudigkeit norischer Frauentrachten. Zudem kommt im unteren Schildbereich der Drache, der auf dem Wappen der ehemaligen Gemeinde Teufenbach zu finden war, hinzu. |

## Persönlichkeiten

### Töchter und Söhne
- Ernst Korp (* 1947), Gemeindebediensteter und Politiker; geboren in Katsch an der Mur

### Ehrenbürger
- 1958: Josef Genta, Volksschuldirektor (Ehrenbürger der Gemeinde Katsch)
- 1975: Matthias Reinmüller, Bürgermeister von Katsch 1955–1967
- 1975: Konrad Schuchnigg, Bürgermeister von Frojach 1946–1968, Bürgermeister von Frojach-Katsch 1968–1975
- 1990: Erich Hable (1911–2001), Lehrer, Ornithologe
- 1990: Georg Pranckh (1926–2005), Politiker der ÖVP, Bürgermeister von Frojach-Katsch 1975–1983, Abgeordneter zum Steiermärkischen Landtag 1970–1981, Abgeordneter zum Nationalrat 1983–1986[18]
- 1990: Franz Wallner, langjähriger Gemeindekassier